# Чесменский зал
Чесме́нский зал — мемориальный зал парадной анфилады Большого дворца в Петергофе. Создан в 1770-х годах по заказу Екатерины II архитектором Ю. М. Фельтеном на месте ранее существовавшего Аванзала Б. Ф. Растрелли в память о победе русского флота над турецким в Чесменском сражении 24—26 июня (5—7 июля) 1770 года, во время Русско-турецкой войны 1768—1774 годов. Чесменский зал в Петергофе стал одним из целого ряда мемориалов, посвящённых победе в сражении, наряду с другими памятниками, зданиями, дворцовыми интерьерами в пригородах Санкт-Петербурга.
Зал выполнен в стиле классицизма, имеет живописный плафон. Основным элементом отделки являются 12 батальных полотен авторства немецкого художника Я. Ф. Хаккерта, изображающих эпизоды Чесменского боя и других морских сражений русско-турецкой войны. Во время Великой Отечественной войны, в сентябре 1941 года, вместе с другими залами Большого петергофского дворца интерьер погиб. В послевоенные годы он был восстановлен и открыл свои двери для посетителей музея-заповедника в 1969 году.

## История
Первоначально, в 1749—1752 годах, во время масштабной перестройки Большого петергофского дворца по проекту Б. Ф. Растрелли, интерьер был оформлен как аванзал. Помещение было создано в северо-западном углу дворца и открывало собой парадную анфиладу. Ось анфилады ориентирована на окно в западной стене зала, что визуально как бы продлевает её за пределы здания.
К югу от Аванзала был возведён флигель с так называемой Светлой галереей (Танцевальным залом), выдвинутый в сторону Верхнего сада. В выступе здания к западу была отделана небольшая Голубая приёмная, откуда по галерее можно пройти в Корпус под гербом. Следующим помещением в парадной анфиладе стал Тронный зал, соседство с которым и определяло функциональное назначение растреллиевского Аванзала — в нём собирались посетители дворца перед началом церемоний в Тронном зале. Следом за Тронным располагался второй аванзал — Аудиенц-зал. Аналогом западного Аванзала в северо-восточном углу дворца — комнатой, завершавшей анфиладу — была Столовая (впоследствии — Большая, или Голубая, гостиная).

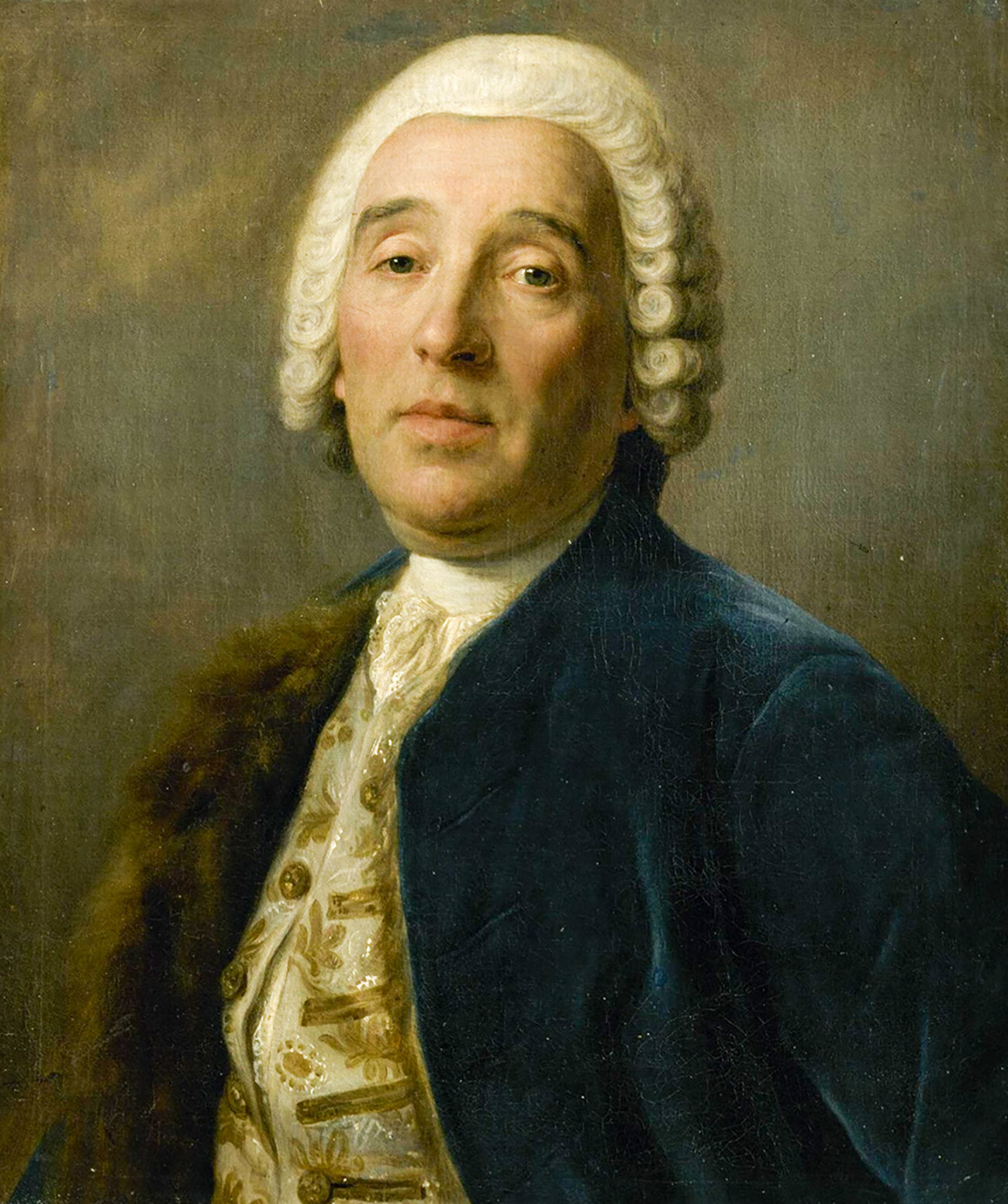
Б. Ф. Растрелли. Портрет работы П. Ротари

При Растрелли стены Аванзала покрывали деревянные щиты, декорированные золочёной резьбой, в том же стиле были сделаны многочисленные бра. По контракту с Канцелярией от строений, заключённому в июле 1751 года, во второй половине этого года был написан плафон — южнонемецким либо швейцарским мастером Лоренцо Вернером, ранее уже работавшим в восточной части дворца. Плафон «Церера, вручающая колосья первому земледельцу Триптолему», вероятно, был аллегорией процветания Российской империи в царствование Елизаветы Петровны. Потолок вокруг центральной части плафона и падуги занимала орнаментальная живопись, исполненная И. И. Бельским. В июне 1770 года в зале появились две грушевидной формы люстры (по другим данным — в 1779 году, во время переделки интерьера и в качестве замены снятым со стен позолоченным растреллиевским бра-кронштейнам).
В 1770-х годах в Большом дворце активно работал Ю. М. Фельтен, который по заказу Екатерины II переоформил целый ряд помещений. В 1778—1779 годах по его проекту в стиле классицизма был заново отделан и Аванзал. Этот бывший интерьер Растрелли, как и, частично, соседний Тронный зал, переделанный в те же годы в соответствии с классицистическими традициями, стал своего рода памятником победы России в Русско-турецкой войне 1768—1774 годов.

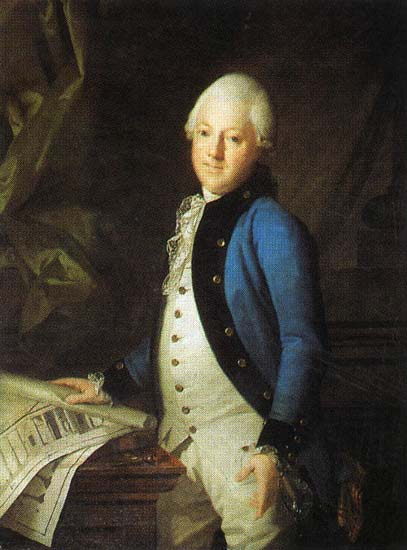
Ю. М. Фельтен. Портрет работы К. Л. Христинека, 1786

Одним из триумфов русского оружия, отмеченным большим числом мемориалов, стало Чесменское сражение, произошедшее 24—26 июня (5—7 июля) 1770 года. В честь этой победы русского флота были воздвигнуты Чесменская колонна в Екатерининском парке Царского Села и Чесменский обелиск в Дворцовом парке Гатчины, Чесменская церковь и Чесменский дворец у дороги на Царское Село. В XIX веке одна из парадных галерей Большого Гатчинского дворца получила наименование Чесменской.
Переделанный Ю. М. Фельтеном Аванзал Большого петергофского дворца также был назван Чесменским. Мемориальный зал, посвящённый утверждению России на Чёрном море (Чесменское сражение рассматривалось, таким образом, как важная веха на этом пути), закономерно появился именно в петергофской императорской резиденции, задуманной Петром I как триумфальный ансамбль, знаменующий рождение и расцвет молодой Российской империи.
Юрий Фельтен сохранил объёмы растреллиевского помещения, паркет, плафон Л. Вернера. Первоначально снятые зеркала были возвращены учеником-зеркальщиком А. Рукавишниковым на свои места в простенках между окнами на северной стене. Однако золочёная отделка была снята полностью, её заменил лепной декор, выполненный русскими лепщиками под руководством мастеров Насонова и А. Бернаскони. На стенах были установлены 4 барельефа и 4 медальона, присланные из Академии художеств в июне 1779 года. Главным элементом изобразительной программы зала стали 12 масштабных живописных полотен, созданных немецким художником Я. Ф. Хаккертом и посвящённых эпизодам Чесменской битвы и других морских боёв русско-турецкой войны, которые на рубеже 1778 и 1779 годов были вмонтированы в стены.

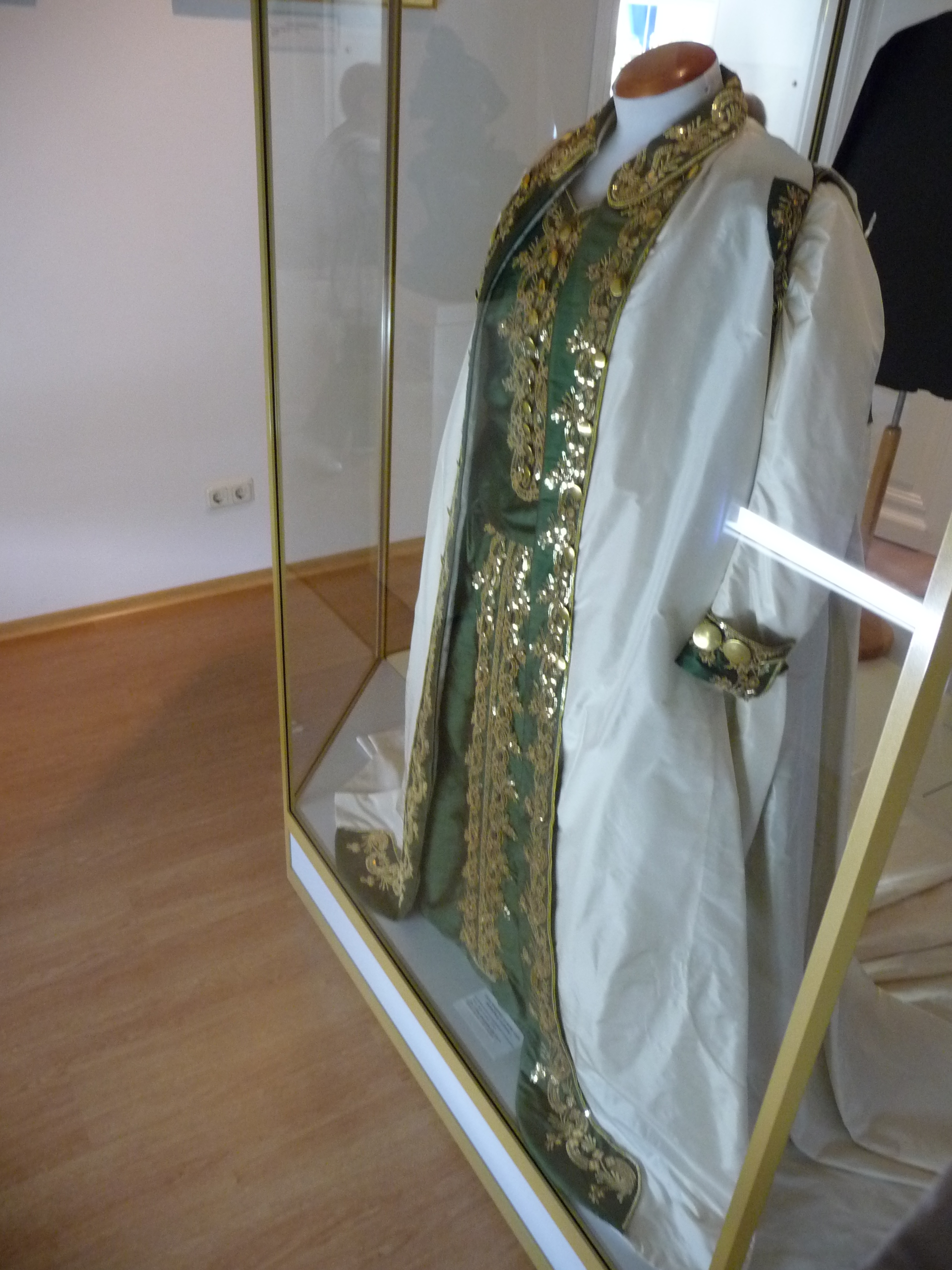
Мундирное платье по форме флота. Копия платья Екатерины II из Чесменского зала. ГМЗ «Петергоф», музей «Императорские яхты»

Есть сведения, что при Екатерине II в Чесменском зале принимали курьеров с захваченными в ходе боевых действий турецкими знамёнами (вероятно, в период Русско-турецкой войны 1787—1791 годов). До Великой Отечественной войны в зале находился морской мундир Екатерины как напоминание о ежегодных морских манёврах, устраивавшихся в Петергофе в память о Чесменском сражении и других победах над турецким флотом.
В 1803 году в дополнение к двум имевшимся люстрам в зале было устроено настенное освещение. Из Зимнего дворца в петергофскую резиденцию было доставлено около 300 железных настенных бра XVIII века, некоторое количество было изготовлено на месте. В комнатах дворца они вбивались в стены и размещались на карнизах окон. В Чесменском зале однорожковые бра были размещены по всем стенам на линии раздела нижнего и верхнего ярусов двухэтажного зала (всего 83 штуки). В первой четверти XIX века было установлено также несколько бронзовых золочёных шестирожковых бра русской работы второй половины XVIII века. Интерьер завершали многочисленные ломберные и пикетные столы и стулья. Вероятно, благодаря этой особенности меблировки Чесменский зал также именовался «Пикетной комнатой».
После начала Великой Отечественной войны из Чесменского зала удалось вовремя эвакуировать все картины Я. Ф. Хаккерта, шестирожковые бра, находившиеся в зале часы с фигурами воинов в турецкой одежде, изготовленные во Франции в XVIII веке. В эвакуацию в Сарапул «уехали» хрустальные люстры. Вскоре после оккупации Петергофа немецкими войсками в сентябре 1941 года в Большом дворце начались пожары. В Чесменском зале погибли почти вся отделка и живописный плафон. К числу утраченных предметов обстановки относятся однорожковые настенные бра (хотя некоторое число лампионов — стеклянных фонариков, в которых помещались сами свечи в составе этих светильников — было найдено уцелевшими в развалинах дворца), несколько ломберных и пикетных столов второй половины (третьей четверти) XVIII века, несколько кресел и стульев, ширма, а также икона «Святая великомученица Екатерина».
В послевоенные годы зал был восстановлен. Проектированием восстановительных работ занимались архитекторы В. Б. Можанская, Е. Н. Петрова, А. М. Ефимов. Была проведена подготовительная научная работа, в ходе которой, в частности, удалось установить имена скульпторов, работавших в своё время над барельефами зала. Художник-реставратор М. Г. Колотов установил, что автором утраченных барельефов, по всей видимости, был русский скульптор последней четверти XVIII — первой четверти XIX века И. П. Прокофьев. С использованием сохранившихся фрагментов прежнего лепного декора скульпторы Г. Л. Михайлова и Э. П. Масленников заново выполнили все крупные рельефы помещения (в 1972 году за работы по восстановлению Большого петергофского дворца они были удостоены серебряных медалей Академии художеств СССР), а лепной орнамент воссоздали Н. И. Оде, Г. Ф. Цыганков, Н. К. Рогачёв, С. Г. Лебедева и другие. По рисунку Б. Ф. Растрелли и сохранившимся фотографиям усилиями столяров и паркетчиков И. В. Антонова, Н. И. Смирнова, В. А. Белозёрова, В. Б. Хасина, В. М. Николаева, В. А. Никифорова был воссоздан наборный паркет (И. В. Антонов за участие в восстановлении дворца в 1972 году получил Государственную премию РСФСР в области архитектуры).

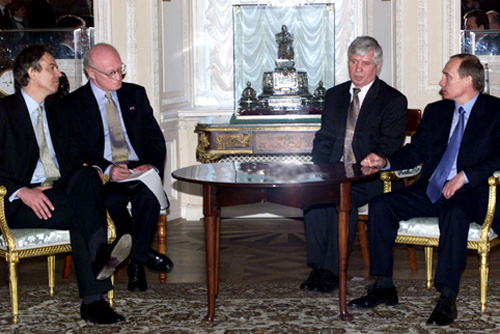
Владимир Путин и Тони Блэр в Чесменском зале

Вместо утраченного плафона Л. Вернера потолок украсил плафон «Жертвоприношение Ифигении» голландского художника Августина Тервестена Старшего, написанный в 1690 году. Эта работа находилась в Ленинграде, во Дворце «Малютка», и по решению Государственной инспекции по охране памятников была использована при восстановлении отделки Чесменского зала. После реставрации художниками Р. П. Саусеном и Б. Н. Косенковым в интерьер были возвращены полотна Хаккерта. Свои места на стенах вновь заняли золочёные бра. К 1969 году восстановление Чесменского зала было завершено. В 1975 году в зал вернулись хрустальные люстры. В 2018 году впервые с послевоенного времени эти люстры были отреставрированы.
11 марта 2000 года в Чесменском зале Большого петергофского дворца прошли переговоры исполняющего обязанности президента России В. В. Путина с премьер-министром Великобритании Т. Блэром. Это была первая встреча нового главы российского государства с лидером одной из стран «большой семёрки». Сам факт проведения такой важной встречи именно в Чесменском зале мог иметь, по мнению некоторых авторов, символическое значение.

## Отделка и убранство
Главным художественным приёмом отделки парадных комнат Большого дворца, заново оформленных Ю. М. Фельтеном в 1770-х годах, и Чесменского зала в том числе, стала лепка. На северной стене были размещены рельефы с профилями античных полководцев. В десюдепортах над дверями — малые барельефы «Дети-тритоны, выносящие из волн младенца» с фигурами дельфинов, являющихся аллегорией спокойного моря. Над десюдепортами помещаются рельефные панно «Турецкие трофеи», представляющие собой композиции из щита с полумесяцем, чалмы, колчана со стрелами, ятагана, бунчука и рукописного свитка.
Наддверные лепные рельефы отличаются удачной компоновкой, они свободно смоделированы и тщательно проработаны. Эти элементы декора выполнены без предварительной формовки, «намазным» способом, что придаёт им индивидуальность, неповторимость. Картинные рамы обрамлены гирляндами из лавровых листьев, перевитых орденскими лентами. Вверху стены зала опоясывает фриз, в составе которого заметны полумесяцы и султаны.
Плафон Чесменского зала «Церера и Триптолем» Л. Вернера, утраченный во время войны, по некоторым оценкам, мог считаться не только самым лучшим во всём Большом дворце, но и наиболее выдающимся образцом плафонной живописи XVIII века в России, после плафона кисти крупнейшего представителя венецианской школы Дж. Б. Тьеполо, находившегося в Большом зале Китайского дворца в Ораниенбауме. Центральный сюжет плафона — фигуры среди лёгких облаков — был окружён гротескным («гротическим») орнаментом в стиле французского рококо, авторства И. И. Бельского, который во многом и придавал уникальность всей композиции. Орнамент, в котором выделялись цветы, рокайли, фигурки амуров, по своему колориту повторял палевый (соломенно-жёлтый) цвет стен зала.
Если в растреллиевском интерьере плафон Вернера по своему смысловому значению служил символом процветания империи, прежде всего — в области сельского хозяйства, то после переделки зала Церера как образец мудрой правительницы, не только покровительницы земледелия, но и законодательницы, могла ассоциироваться уже с Екатериной II. Примерами архитектурного воплощения подобной аллегорической отсылки в постройках екатерининского времени, по мнению исследователей, могут быть, кроме Чесменского зала в Петергофе, Концертный зал Дж. Кваренги в Екатерининском парке (рельефы Аполлона и Цереры, Элевсинских мистерий) и посвящённый Екатерине Храм Дружбы в Павловском парке со статуей Цереры напротив входа.
Плафон А. Тервестена «Жертвоприношение Ифигении», ныне находящийся в Чесменском зале, воспроизводит сюжет древнегреческого мифа из цикла о Троянской войне. Согласно мифу, в самом своём начале поход греков против Трои оказался под угрозой: вождь похода царь Агамемнон убил на охоте лань, посвящённую богине Артемиде, и разгневанная богиня наслала ветер, мешавший кораблям греков покинуть берега Авлиды. Прорицатель Калхас возвестил, что умилостивить богиню можно, лишь принеся ей в жертву дочь Агамемнона Ифигению. В самый момент жертвоприношения Артемида сжалилась над девушкой, заменив её на жертвеннике ланью и унеся затем на облаке в Тавриду.

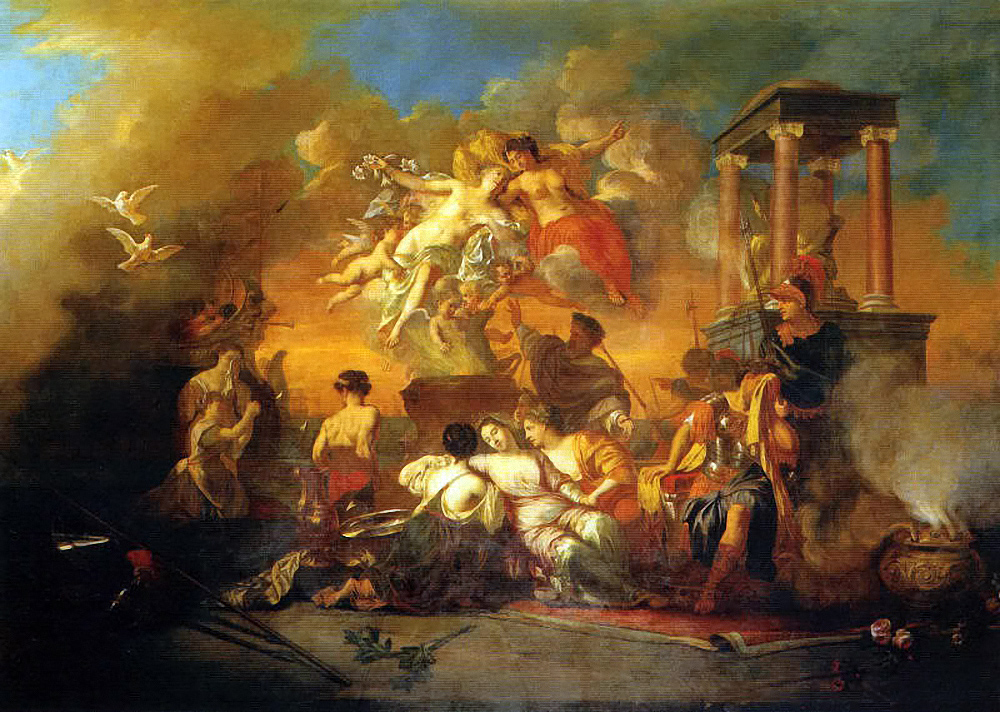
Плафон «Жертвоприношение Ифигении»

На плафоне изображён кульминационный момент истории — сцена жертвоприношения. В центре виден Калхас у жертвенника, на котором уже бьётся лань. Перед ним — упавшая в обморок мать Ифигении Клитемнестра на руках у служанок. Рядом — жених Ифигении Ахилл, отвернувшийся в сторону и закрывший лицо рукой. А выше них Артемида уже уносит девушку на облаке. По мнению одних авторов, замена плафона с Церерой на «Жертвоприношение Ифигении» при реставрации помещения исказила тот смысл интерьера Чесменского зала, который вкладывался в него в эпоху Екатерины II. По мнению других — напротив, тема, место действия и аллегорический смысл произведения А. Тервестена не противоречат художественному замыслу зала, в частности, в связи с тем, что изображённая на плафоне история случилась на берегах Эгейского моря, где и произошло победное для России Чесменское сражение, которому посвящён мемориальный зал. Таким образом, плафон завершает декор помещения не только композиционно, но и тематически.
Зал освещается двумя хрустальными люстрами золочёной бронзы с подвесками, на 12 свечей каждая (первоначально — на 8 свечей; в архивных документах XVIII века применительно к ним встречается наименование «паникадила»). Это люстры типа фр. enlire, то есть, напоминающие по силуэту лиру. Распространение в России они получили в эпоху правления императрицы Елизаветы Петровны, поэтому также называются «елизаветинскими», и имеют своими предшественниками французские люстры первой половины XVIII века. Люстры Чесменского зала были произведены, по одним данным, во Франции, по другим — на стекольном заводе в деревне Назия Шлиссельбургского уезда Санкт-Петербургской губернии. Множество хрустальных подвесок различной формы и размеров, преимущественно — в форме дубовых листьев, полностью скрывает каркас люстр. Стекло в подвесках имеет сиреневый оттенок, так как для обесцвечивания стеклянной массы в XVIII веке использовался марганец.
Паркет Чесменского зала — крупного рисунка, со звёздами в качестве центральных элементов. Мебельное убранство зала, как и до войны, составляют пикетные и ломберные столы, а также стулья русской работы первой трети XIX века, изготовленные для парадных приёмов в Большом дворце. Также в интерьере экспонируется парадный бюст Екатерины II работы итальянского скульптора Дж. А. Чибеи, привезённый из Каррары. Граф А. Г. Орлов, командующий русским флотом в Первой Архипелагской экспедиции в годы Русско-турецкой войны 1768—1774 годов и победитель в Чесменском сражении, в 1768—1775 годах заказал Чибеи два бюста — свой и Екатерины. Первый был выполнен с натуры, а второй — на основе живописных портретов императрицы и гравюр.

## Полотна Я. Ф. Хаккерта

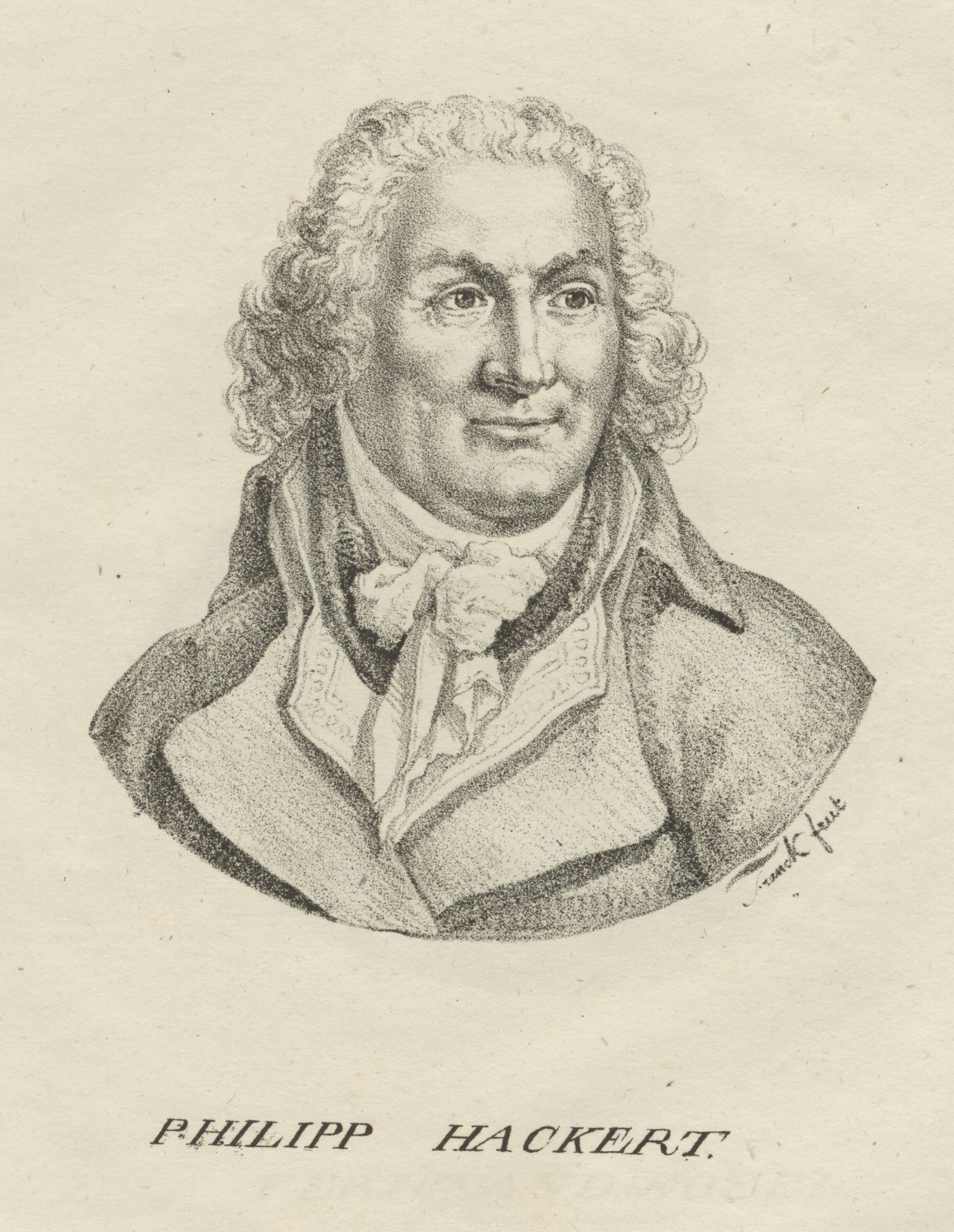
Я. Ф. Хаккерт. Литография М. Франка, 1818

Центральное место в отделке Чесменского зала отведено 12 холстам кисти Я. Ф. Хаккерта, которые в два яруса покрывают стены зала. Данное помещение — не единственное в Большом дворце, где тема Чесменской битвы представлена столь масштабно. В соседнем Тронном зале, на западной стене, примыкающей к Чесменскому залу, помещены четыре больших картины с изображением эпизодов сражения, которые, по данным Г. Н. Голдовского, были написаны в 1771—1772 годах английским живописцем-маринистом Р. Петоном. Эти полотна Петон писал по собственной инициативе, имея лишь приблизительное представление о реальных событиях боя.
Я. Ф. Хаккерт работал по прямому заказу русской стороны, полученному им в Риме в 1770 году от И. И. Шувалова по поручению Екатерины II. Сначала, в 1771—1772 годах, им были созданы 6 картин, изображающих разные фазы сражения в Чесменской бухте и предшествующие ему события, затем — ещё 6 полотен с другими эпизодами русско-турецкой войны на море. При своей работе он в значительной степени опирался на документальные описания, планы и схемы, свидетельства непосредственных участников Архипелагской экспедиции — А. Г. Орлова, адмиралов Г. А. Спиридова, С. К. Грейга и других.
Хаккерт не был художником-баталистом, и на одной из первых картин им были допущены неточности, вызвавшие критику со стороны участников Чесменского сражения, прежде всего — графа Орлова. Сам живописец объяснил их тем, что ему никогда не доводилось видеть взрывающееся и горящее судно. Критика относилась к полотну, показывающему кульминационный момент битвы — взрыв одного из турецких кораблей в ходе ночного боя в бухте у города Чесма («Сожжение турецкого флота в Чесменской бухте»). Также встречаются данные, что замечания были высказаны по поводу холста «Гибель русского корабля „Святой Евстафий“», рассказывающего о более раннем эпизоде, когда в ходе Хиосского сражения, за полтора дня до окончательного разгрома турок у Чесмы, во время абордажного боя с турецким кораблём загорелся, взорвался и затонул русский флагманский линкор «Святой Евстафий».
|                                                   |                                                        |
| «Начало боя в Хиосском проливе 24 июня 1770 года» | «Гибель русского корабля „Святой Евстафий“»            |
|                                                   |                                                        |
| «Бегство турецкого флота в бухту Чесма», 1772     | «Ночной бой у бухты Чесма в ночь на 26 июня 1770 года» |

Во многих источниках, посвящённых «чесменской серии» картин Хаккерта, излагается история, что в 1771 году, дабы продемонстрировать художнику воочию взрыв и пожар парусного судна, по поручению Екатерины II русским флотским командованием на рейде итальянского порта Ливорно, в присутствии многотысячной толпы, был взорван старый 60-пушечный фрегат «Святая Варвара». Это событие имело определённый общественный резонанс в Европе. Данный факт упоминает, в частности, И. В. Гёте, близко знавший Я. Ф. Хаккерта (например, в кратких «монографических» извлечениях из будущей биографии живописца, опубликованных Гёте в двух номерах немецкой «Утренней газеты для образованных сословий» в 1807 году, вскоре после смерти Хаккерта). Немецкий классик писал, что корабль приказал взорвать «князь Орлов», подразумевая, вероятно, его брата графа А. Г. Орлова.

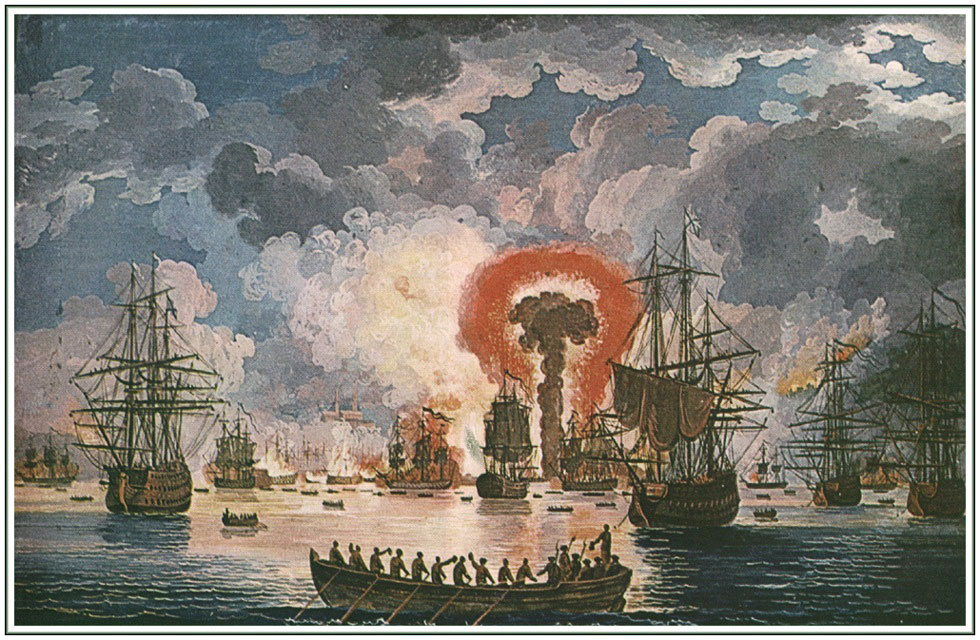
Я. Ф. Хаккерт. «Гибель турецкого флота в Чесменском бою», 1771 (первоначальная версия)

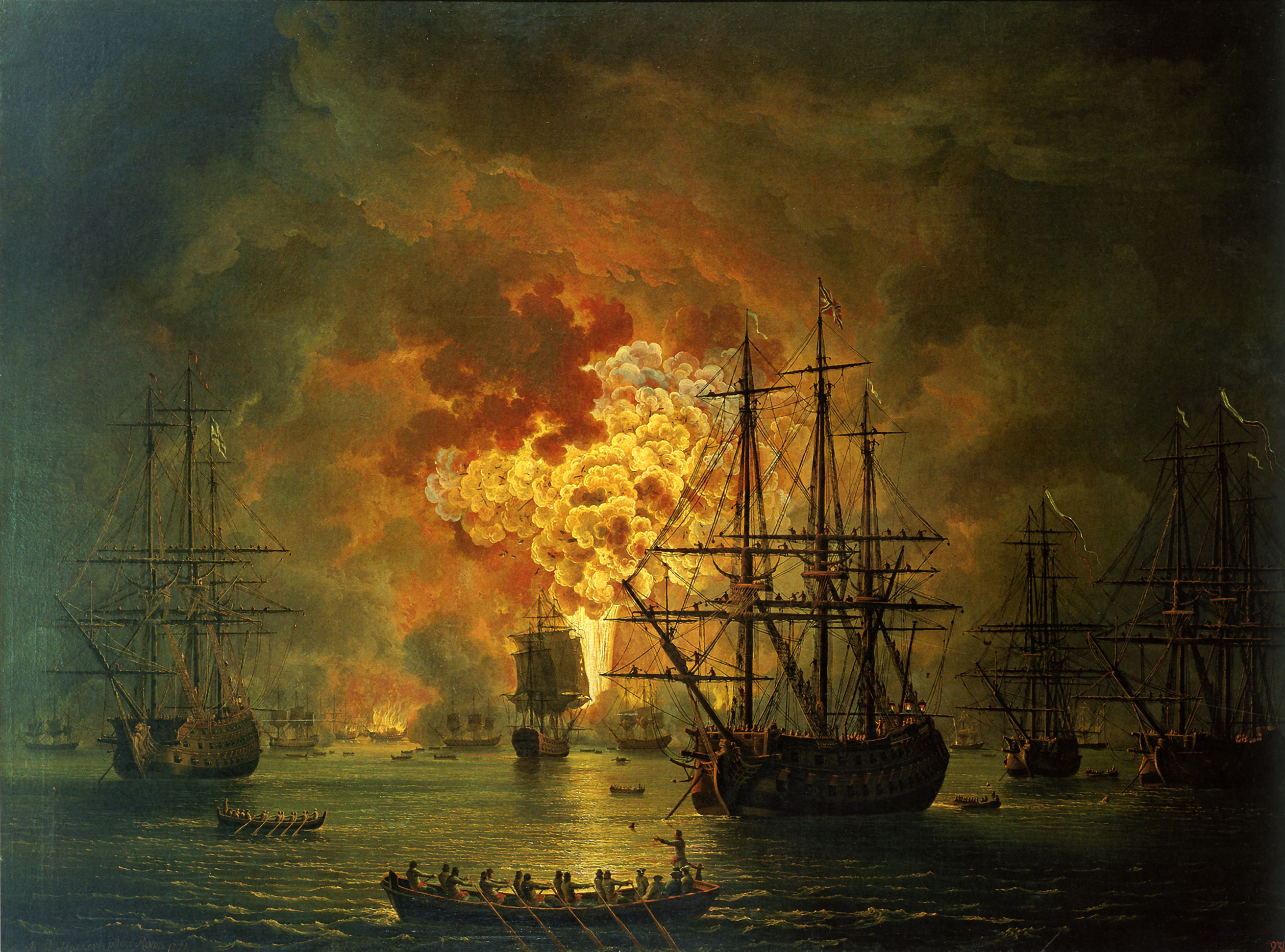
Я. Ф. Хаккерт. «Гибель турецкого флота в Чесменском бою», 1771. Государственный Эрмитаж

По итогам ливорнской демонстрации в том же 1771 году Филиппом Хаккертом был написан второй вариант картины с пожаром турецкого флота в Чесменской бухте, в котором прозвучавшие замечания были учтены. Новая редакция имела целый ряд отличий художественного плана (более реалистичное изображение взрыва турецкого корабля, замена лунного освещения сцены заревом пожаров, более отчётливая прорисовка судов на переднем плане картины), а также фактологических отличий (за дымом от пожаров исчезли очертания города Чесма, убраны висящие паруса на фок-мачте линейного корабля «Трёх Иерархов», а на грот-мачте линкора вместо Андреевского флага показан кейзер-флаг). Переделанная версия в 1772 году вместе с турецкими трофеями была отправлена в Санкт-Петербург и оказалась в Зимнем дворце. На сегодня она находится в коллекции живописи Государственного Эрмитажа.
Вариант картины, поступивший в Большой петергофский дворец, был изменён несильно (в частности, были лишь убраны паруса на фок-мачте и добавлен кейзер-флаг). Полотно изображает один из главных эпизодов Чесменской битвы — взрыв 100-пушечного турецкого флагмана капудан-паши Хюсамеддина. На первом плане картины — русский 66-пушечный линейный корабль «Трёх Иерархов», на котором находился командующий русским флотом в сражении граф Алексей Орлов. Расположение кораблей в ночном бою 25—26 июня на картинах Я. Ф. Хаккерта весьма близко соответствует плану сражения, составленному А. Г. Орловым, за небольшими исключениями (у Хаккерта слегка передвинуты фрегат «Африка» и бомбардирский корабль «Гром», а линейные корабли «Трёх Святителей» и «Святой Иануарий» выдвинуты ближе к неприятелю, хотя по плану они должны находиться дальше в море, за линкором «Трёх Иерархов» и, следовательно, за пределами полотна). Более того, в части расположения мыса Кызылбурун картины Хаккерта в большей степени соответствуют реалиям местности, чем план графа Орлова (согласно плану, мыс должен закрывать часть полотна справа, однако сопоставление композиции картин с объектами на местности показывает, что мыс на холст как раз попасть не должен).
|                                                |                                                                          |
| «Сожжение турецкого флота в бухте Чесма», 1771 | «Возвращение русского флота после ночного боя в бухте Чесма»             |
|                                                |                                                                          |
| «Русская эскадра у острова Митилены»           | «Сожжение турецкого флота в Митиленской гавани 2 ноября 1771 года», 1775 |

Завершает группу из 6 сюжетов, непосредственно относящихся к Чесменскому сражению, картина «Возвращение русской эскадры после ночного боя в Чесменской бухте», которая изображает единственное турецкое судно, оставшееся неповреждённым во время боя и захваченное русскими моряками как трофей — 60-пушечный линейный корабль «Родос». Окружённый кораблями русской эскадры, он виден в центре. Турецкий флаг на его корме спущен и заменён Андреевским флагом. Другие корабли приветствуют его орудийным салютом.
Остальные картины на стенах зала рассказывают о других событиях русско-турецкой войны 1768—1774 годов на море. Два полотна посвящены атаке на гавань города Митилена на острове Митилена (Лесбос) 2—4 (13—15) ноября 1771 года, когда на берегу были сожжены адмиралтейство и строящиеся турецкие корабли. Одна картина показывает второе сражение в бухте Чесма 24 октября (4 ноября) 1772 года, ещё одна — победоносное Патрасское сражение (у города Патрас), случившееся 26—29 октября (6—9 ноября) того же года. Последние два полотна относятся к рейду отряда русских кораблей к берегам Египта, в ходе которого 21 октября (1 ноября) 1772 года было произведено нападение на гавань крепости Дамиетта.
Филипп Хаккерт по итогам исполнения заказа Екатерины II получил, по словам Гёте, «славу и хороший заработок». Впоследствии история написания 6 полотен «чесменской серии», а также подробные описания самих этих картин были приведены Гёте в биографии художника, написанной им на основе собственных записок Хаккерта и изданной в 1811 году, с посвящением наследной принцессе Саксен-Веймар-Эйзенахской Марии Павловне. Поступившие в Большой дворец Петергофа 12 больших холстов (высота — более 220 см, длина — более 320 см) были размещены в Чесменском зале в два яруса на трёх стенах — восточной, западной и южной, по 4 картины на каждой; четвёртую, северную, стену зала занимают два яруса окон — большие снизу и малые сверху.
|                                                      |                                                                                     |
| «Второе сражение у бухты Чесма 24 октября 1772 года» | «Отряд русских кораблей у берегов Египта в поисках турецкого флота»                 |
|                                                      |                                                                                     |
| «Сражение у города Патрас», 1778                     | «Сражение русского флота с турецким у крепости Дамиетта 21 октября 1772 года», 1775 |

Оценки художественных достоинств морских баталий, написанных Я. Ф. Хаккертом для Чесменского зала, разноречивы. С одной стороны, отмечается, что сцены ночных сражений исполнены весьма мастерски, прежде всего, в смысле передачи эффектов ночного освещения, и этим работы немецкого пейзажиста предвосхищают эпоху романтизма в живописи. В наибольшей степени это относится к эрмитажной версии пожара турецкого флота в бухте Чесма, где огненные вспышки в глубине полотна рождают впечатление гигантского размаха происходящей битвы. Эскизы картин были сделаны темпераментным мазком, достаточно свободно как по композиции, так и по живописному исполнению.
Однако на самих полотнах «чесменской серии», по мнению искусствоведов (Н. Н. Никулина и других), пейзажное пространство организовано достаточно однообразно. Русские и турецкие корабли изображены на фоне гористой волнообразной линии берега, картины статичны, сюжеты имеют весьма слабо выраженную динамику. Русский искусствовед второй половины XIX — начала XX века А. И. Сомов в словарной статье о Хаккерте для энциклопедического словаря Брокгауза и Ефрона вообще характеризовал художника как «развязного маньериста, лишённого всякого вдохновения и чувства природы».
Картины Хаккерта, посвящённые Чесменскому сражению, хронологически относятся к числу первых попыток фиксации памяти о битве. Эскизы к будущим полотнам, очевидно, корректировались живописцем на основании свидетельств очевидцев событий (графа А. Г. Орлова и других). Результатом данных корректировок и стала определённая однообразность композиции. Но в то же время сюжеты приобрели панорамность и приближающуюся к фотографической точность и достоверность, с тщательной прорисовкой деталей, которые отвлекают на себя внимание зрителя. Хаккерт на этих полотнах выступает как документалист, и его картины становятся ценным историческим источником при реконструкции событий Чесменской битвы. Визуальные образы, предложенные немецким художником, в середине XIX века были переосмыслены И. К. Айвазовским в его картине «Чесменский бой».